# Lucas 4

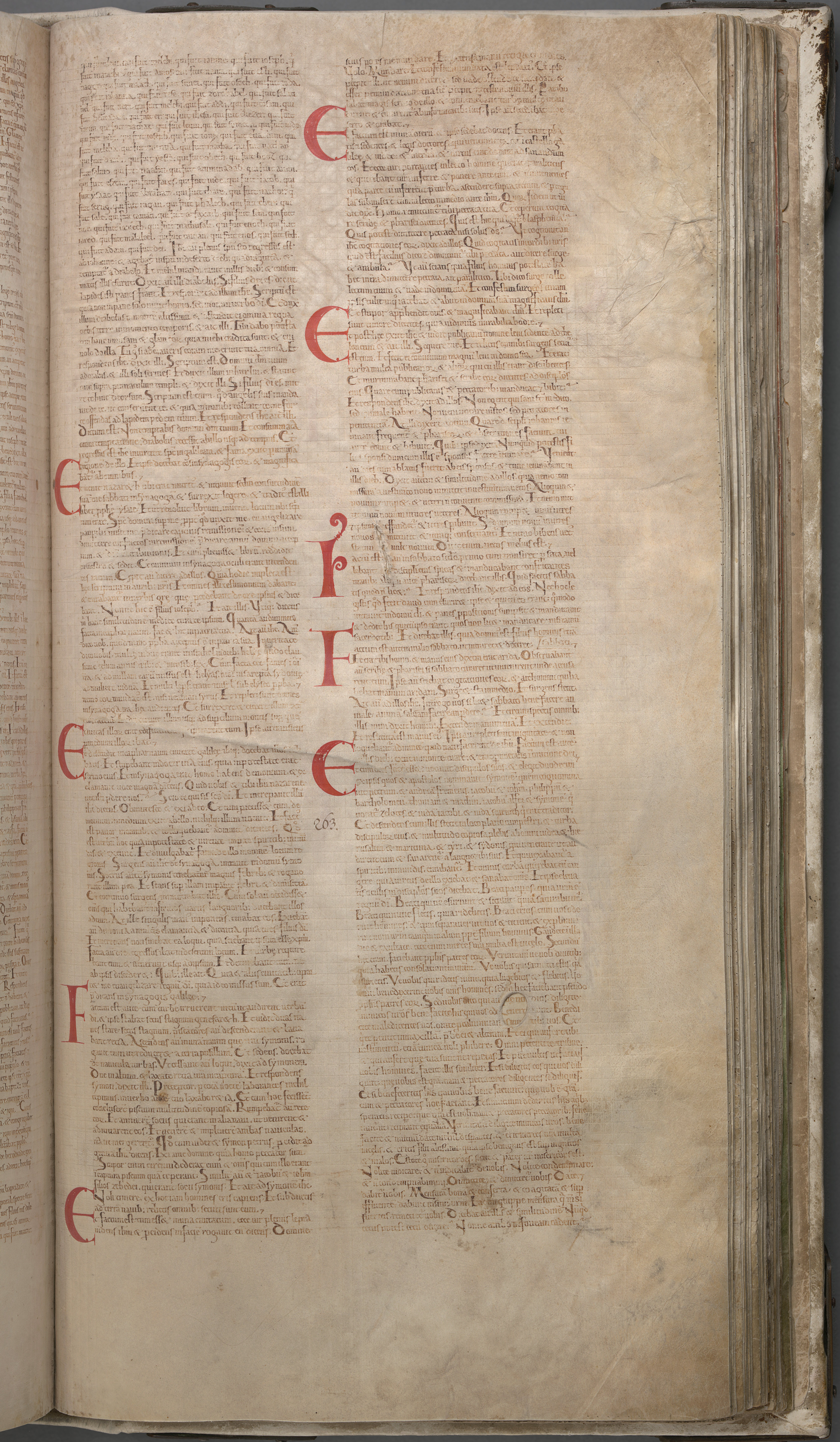
Texto latino de Lucas 3:24-6:39 en el Códice Gigas.

Lucas 4 es el cuarto capítulo del Evangelio de Lucas del Nuevo Testamento de la Biblia cristiana, tradicionalmente atribuido a Lucas Evangelista, compañero de Pablo Apóstol en sus viajes misioneros. Este capítulo detalla las tres Tentaciones de Jesús, el comienzo de su Ministerio en Galilea, y su rechazo en Nazaret, que Lucas contrasta con su aclamación en la cercana Cafarnaúm.

## Texto
El texto original fue escrito en griego koiné y está dividido en 44 Versículos.

### Testigos textuales
Algunos manuscritos tempranos que contienen el texto de este capítulo son:
- Papiro 4 (150-175 d. C.; Versículos existentes: 1-2, 29-32, 34-35)[3]
- Codex Vaticanus (325-350)
- Codex Sinaiticus (330-360)
- Codex Bezae (~400)
- Codex Washingtonianus (~400)
- Codex Alexandrinus (400-440)
- Codex Ephraemi Rescriptus (~450; existen los Versículos 26-44)
- Papiro 7 (siglos IV-VI; se conservan los Versículos 1-2)[4]

## Enseñanzas y rechazo en Nazaret (4:14-30)

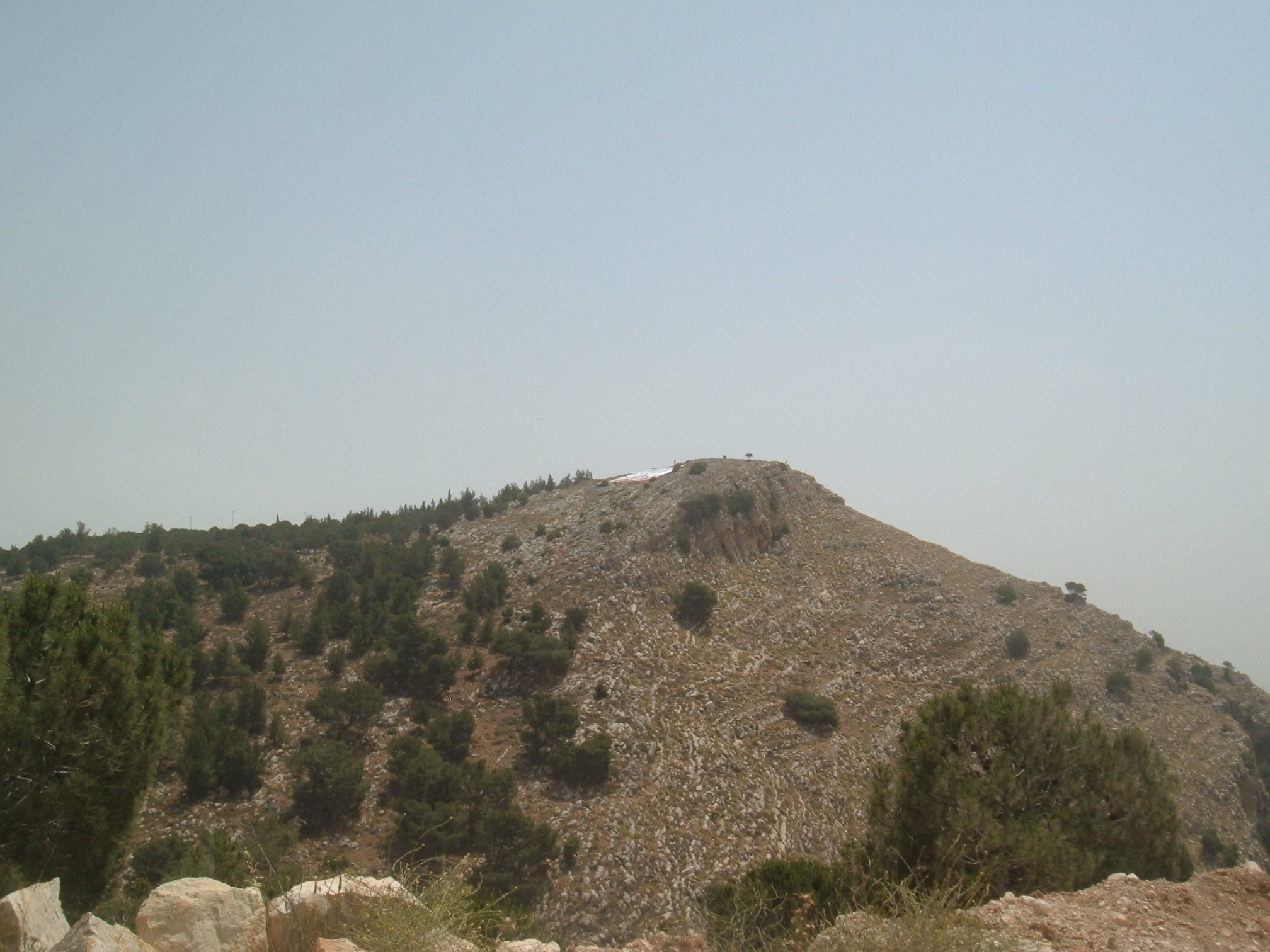
Monte Precipicio, Nazaret (fotografiado en 2009)